# El Chichón
El Chichón est un volcan du Mexique situé à moins d'une vingtaine de kilomètres de la route reliant Villahermosa à Tuxtla Gutiérrez.

## Géographie
Le volcan est situé dans la partie ouest de la sierra Madre de Chiapas, à 68 kilomètres au nord de Tuxtla Gutiérrez, dans l'État du Chiapas. Son point culminant atteint environ 1 150 mètres d'altitude.

## Histoire
El Chichón est un petit cône de tuf trachyandésitique à dôme de lave qui occupe une partie isolée de la région du Chiapas au Sud-Est du Mexique, loin des autres volcans datant de l'Holocène. Avant 1982, ce volcan relativement inconnu était fortement boisé et pas plus haut que les pics non volcaniques adjacents. Le plus grand dôme, l'ancien sommet du volcan, a été formé dans un cratère sommital de 1,6 × 2 km créé il y a environ 220 000 ans. Deux autres grands cratères sont situés sur les flancs sud-ouest et sud-est. Un dôme de lave remplit le cratère sud-ouest et un dôme plus ancien est situé sur le flanc nord-ouest. Plus de dix grandes éruptions explosives se sont produites depuis le milieu de l'Holocène. Les puissantes éruptions explosives de 1982 à forte teneur en soufre, contenant du magma anhydrite, ont détruit le dôme de lave du sommet et ont été accompagnées par des écoulements pyroclastiques qui ont dévasté une zone d'environ huit kilomètres autour du volcan. Les éruptions ont créé un nouveau cratère d'un kilomètre de large, profond de 300 mètres, qui contient maintenant un lac acide.
Lors de sa dernière éruption le 28 mars 1982, des coulées pyroclastiques et des pluies de cendres ont fait 3 500 victimes.
Cette éruption étant très riche en soufre, elle provoqua en janvier 1985 un hiver particulièrement rude en Europe. On enregistra des températures bien au-dessous de la normale par exemple dans le pays de Bray, en Seine-Maritime, le thermomètre est descendu à moins 22 °C, ce qui mit à mal beaucoup de plantes exotiques qui ne résistèrent pas à ce froid exceptionnel. Par ailleurs il a été constaté une surmortalité de 13 % au niveau national et de 16 % en Haute-Normandie, les principales affections en cause étant les maladies cardiaques ainsi que les pneumonies.[réf. nécessaire]
En 2000, on enregistra une hausse de température de l'eau du lac, laissant présager un regain d'activité de la part du volcan.